# Slepčany
Slepčany (Hongaars: Szelepcsény) is een Slowaakse gemeente in de regio Nitra, en maakt deel uit van het district Zlaté Moravce.
Slepčany telt 865 inwoners.